# Niels Johansen (politiker)
 Der er flere personer med dette navn, se Niels Johansen.
Niels Kristian Johansen (12. april 1850 i Vissenbjerg – 8. marts 1915) var en dansk gårdejer og politiker.
Han var søn af husmand Johansen, blev uddannet på Vesterskjerninge Højskole og Lyngby Landboskole; var lærer ved Vesterskjerninge Højskole 1875-82, ejer af Ullerup Højskole 1884-94, siden landmand. Han var medstifter af Øernes Andelsselskab for Indkøb af Foderstoffer og af Faaborg Andelssvineslagteri, medlem af Landstinget (Venstrereformpartiet) fra 1894, af Forsvarskommissionen 1902-08 og af Rigsretten, tilsynshavende ved de statsunderstøttede opdragelsesanstalter og ved Samfundet for Vanføre, formand for Sydfyens landøkonomiske Forskudsforening, medlem af Overværgerådet og af repræsentantskabet for Sydfyens Diskontobank, tiendekommissær for Svendborg Amts 7. kreds, medstifter af og formand for Tyendespareforeningen for Svendborg Amt samt medlem af Kommissionen angående len og stamhuse.